# 1990年アメリカグランプリ
1990年アメリカグランプリ(1990 United States Grand Prix)は、1990年F1世界選手権の第1戦として、1990年3月11日にフェニックス市街地コースで開催された。

## 概要
フェニックス市街地コースでは2年連続2回目の開催となったF1アメリカグランプリはスケジュールが前年の第5戦から開幕戦に変更となり、時期も6月から3月へと約3ヶ月前倒しされた。また前年のレースが、晴天にもかかわらずレース時間が2時間を超える異例の事態となったことから、決勝の周回数が81周（307.638km）から72周（273.456km）に減らされた。
GPウィークに入ってから、ティレルは使用タイヤをグッドイヤーからピレリに変更すると発表した。ティレルはピレリタイヤのテストをすることなくシーズンに臨むことになった。
日本の自動車メーカーとしてはホンダ、ヤマハに続き3社目となるスバルが参戦開始。コローニに水平対向12気筒エンジンを供給する。また、運送会社フットワークがアロウズを買収し「フットワーク・アロウズ」として参戦。名門ブラバムもミドルブリッジに買収され、レイトンハウス、エスポ（ラルース）を含め日本人オーナーチームが4つに増えた。

## 予選
金曜日の予選1回目はマクラーレンのゲルハルト・ベルガーが暫定ポール。2位はミナルディのピエルルイジ・マルティニ、3位にはスクーデリア・イタリア（ダラーラ）のアンドレア・デ・チェザリス、4位はティレルのジャン・アレジ、8位はオゼッラのオリビエ・グルイヤール、10位はブラバムのステファノ・モデナと、ピレリタイヤユーザーが上位に並んだ。フェニックス市街地の荒れた路面では、ピレリがグッドイヤーと互角以上のパフォーマンスを発揮したため、普段は中位・下位に位置するチームがタイムを伸ばした。

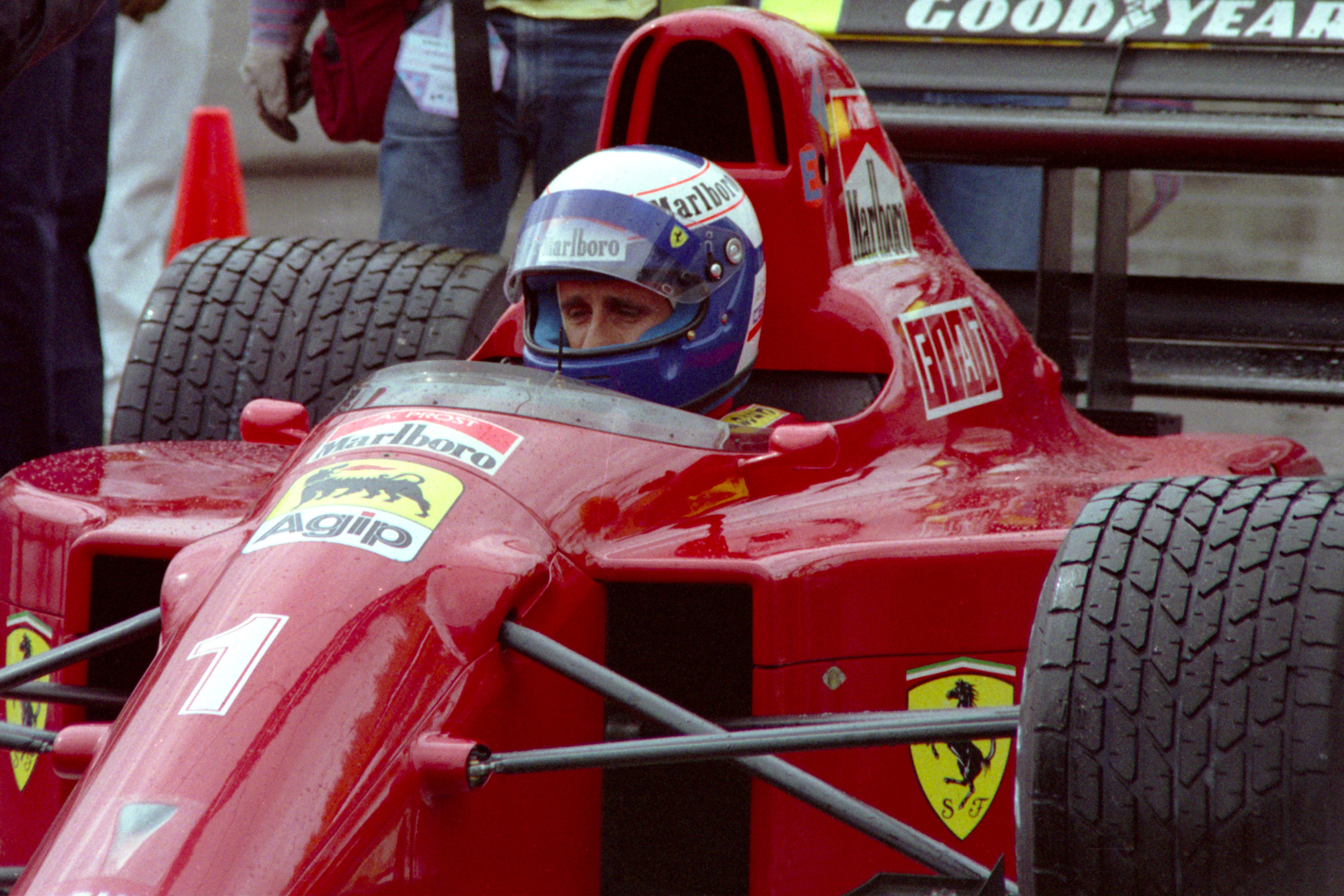
予選7位のアラン・プロスト

土曜日の予選2日目は降雨のためタイムが更新されず、ベルガーがマクラーレン移籍初戦でポールポジションを獲得した。マルティニはミナルディチーム設立以来初めての予選最前列を勝ち取った。日曜日の決勝はドライが予想されたため、多くのドライバーがコースに出ず、予選1日目に伸び悩んだマクラーレンのアイルトン・セナが5位に、フェラーリのアラン・プロストが7位、ナイジェル・マンセルが17位に沈んだ。オニクスのJ.J.レートは両日ともにタイムを記録することなく予選不通過となった。
前年、ザクスピードで全戦予備予選落ちした鈴木亜久里はラルースへ移籍し、スポット参戦でF1デビューした1988年日本GP以来久しぶりに決勝に進出した。

### 予備予選結果
| 順位 | No | ドライバー               | コンストラクター       | タイム   |
| ---- | -- | ------------------------ | ---------------------- | -------- |
| 1    | 33 | ロベルト・モレノ         | ユーロブルン・ジャッド | 1'32.292 |
| 2    | 29 | エリック・ベルナール     | ローラ・ランボルギーニ | 1'32.711 |
| 3    | 14 | オリビエ・グルイヤール   | オゼッラ・フォード     | 1'33.181 |
| 4    | 30 | 鈴木亜久里               | ローラ・ランボルギーニ | 1'33.331 |
| DNPQ | 17 | ガブリエル・タルキーニ   | AGS・フォード          | 1'35.420 |
| DNPQ | 18 | ヤニック・ダルマス       | AGS・フォード          | 1'35.481 |
| DNPQ | 34 | クラウディオ・ランジェス | ユーロブルン・ジャッド | 1'37.399 |
| DNPQ | 39 | ゲイリー・ブラバム       | ライフ                 | 2'07.147 |
| DNPQ | 31 | ベルトラン・ガショー     | コローニ・スバル       | 5'15.010 |

### 予選結果
| 順位 | No | ドライバー                 | コンストラクター         | タイム   | 差     |
| ---- | -- | -------------------------- | ------------------------ | -------- | ------ |
| 1    | 28 | ゲルハルト・ベルガー       | マクラーレン・ホンダ     | 1'28.664 |        |
| 2    | 23 | ピエルルイジ・マルティニ   | ミナルディ・フォード     | 1'28.731 | +0.067 |
| 3    | 22 | アンドレア・デ・チェザリス | ダラーラ・フォード       | 1'29.019 | +0.355 |
| 4    | 4  | ジャン・アレジ             | ティレル・フォード       | 1'29.408 | +0.744 |
| 5    | 27 | アイルトン・セナ           | マクラーレン・ホンダ     | 1'29.431 | +0.767 |
| 6    | 20 | ネルソン・ピケ             | ベネトン・フォード       | 1'29.862 | +1.198 |
| 7    | 1  | アラン・プロスト           | フェラーリ               | 1'29.910 | +1.246 |
| 8    | 14 | オリビエ・グルイヤール     | オゼッラ・フォード       | 1'29.947 | +1.283 |
| 9    | 5  | ティエリー・ブーツェン     | ウィリアムズ・ルノー     | 1'30.059 | +1.395 |
| 10   | 8  | ステファノ・モデナ         | ブラバム・ジャッド       | 1'30.127 | +1.463 |
| 11   | 3  | 中嶋悟                     | ティレル・フォード       | 1'30.130 | +1.466 |
| 12   | 6  | リカルド・パトレーゼ       | ウィリアムズ・ルノー     | 1'30.213 | +1.549 |
| 13   | 25 | ニコラ・ラリーニ           | リジェ・フォード         | 1'30.424 | +1.760 |
| 14   | 24 | パオロ・バリッラ           | ミナルディ・フォード     | 1'31.194 | +2.530 |
| 15   | 29 | エリック・ベルナール       | ローラ・ランボルギーニ   | 1'31.226 | +2.562 |
| 16   | 33 | ロベルト・モレノ           | ユーロブルン・ジャッド   | 1'31.247 | +2.583 |
| 17   | 2  | ナイジェル・マンセル       | フェラーリ               | 1'31.363 | +2.699 |
| 18   | 30 | 鈴木亜久里                 | ローラ・ランボルギーニ   | 1'31.414 | +2.750 |
| 19   | 12 | マーティン・ドネリー       | ロータス・ランボルギーニ | 1'31.650 | +2.986 |
| 20   | 10 | ベルント・シュナイダー     | アロウズ・フォード       | 1'31.892 | +3.228 |
| 21   | 9  | ミケーレ・アルボレート     | アロウズ・フォード       | 1'31.948 | +3.284 |
| 22   | 19 | アレッサンドロ・ナニーニ   | ベネトン・フォード       | 1'31.984 | +3.320 |
| 23   | 7  | グレガー・フォイテク       | ブラバム・ジャッド       | 1'32.398 | +3.734 |
| 24   | 11 | デレック・ワーウィック     | ロータス・ランボルギーニ | 1'32.400 | +3.736 |
| 25   | 15 | マウリシオ・グージェルミン | レイトンハウス・ジャッド | 1'32.904 | +4.240 |
| 26   | 16 | イヴァン・カペリ           | レイトンハウス・ジャッド | 1'33.044 | +4.380 |
| DNQ  | 35 | ステファン・ヨハンソン     | オニクス・フォード       | 1'33.468 | +4.804 |
| DNQ  | 21 | ジャンニ・モルビデリ       | ダラーラ・フォード       | 1'34.292 | +5.628 |
| DNQ  | 36 | J.J.レート                 | オニクス・フォード       | —        | —      |
| EX   | 26 | フィリップ・アリオー       | リジェ・フォード         | 1'31.664 | +3.000 |
| 出典 |    |                            |                          |          |        |

## 決勝

### スタート
決勝も曇天で寒い中、路面温度が上がらないコンディションでスタートした。ポールポジジョンからスタートしたベルガーは、2番手スタートのマルティニを牽制するラインを取った。その間にアウト側から4番手スタートのアレジが伸び、1コーナーへの侵入でベルガーのインを突き、先頭に躍りでた。2台に続く3番手にはポジションをキープしたデ・チェザリスが続き、4位にはマルティニをかわしたセナがついた。
セナは間もなくデ・チェザリスを抜き3位にポジションを上げた。デ・チェザリス、ピケ、ブーツェン、プロストらが4位集団を形成し、ペースの上がらないマルティニは中段バトルの中でタイヤを酷使し、さらに順位を下げることになった。

### 中盤
アレジはパワーが無いエンジンでも差が付きにくい市街地コースのレイアウトと、低い路面温度にコンディションがマッチしたピレリタイヤの助けもあり、2位ベルガーとの差を広げてトップを快走した。9周目、ベルガーがタイヤバリアに衝突しストップ、レースに復帰するも最後尾まで順位を下げた。ブレーキを踏んだ際、ブレーキとアクセルのペダルの間に足が挟まるという珍しいミスが原因だった。ベルガーは34周目にファステストラップを記録するも、クラッチの不調により44周目にリタイアした。デ・チェザリスもエンジントラブルで25周目にリタイアし、久しぶりの表彰台獲得はならなかった。
プロストはマシン後方から薄い煙を吹きながらブーツェンをかわし、4番手までポジションを上げるも、セミATギアボックスのトラブルで21周目にリタイアした。チームメイトのマンセルも49周目にクラッチトラブルでスピンし、フェラーリのシーズン開幕戦は良いところもなく終わった。

### セナとアレジのバトル
ベルガーの自滅により2位に浮上したセナは、8秒開いていたアレジとの差を徐々に縮めていき、30周目を過ぎるあたりで射程圏内に捉えた。34周目、セナはホームストレートでアレジに並び1コーナーでパスしたが、ライン取りがきつくなり、続く2コーナーでアレジが差し返して首位を死守した。35周目の1コーナー、セナは同じパターンでアレジをかわすと、なおも食い下がるアレジを抑えて首位に立った。
市街地コース特有の直角コーナーで演じられたふたりのバトルは、ホイールとホイールが触れんばかりの接近戦ながら、お互いのスペースをきちんと残したクリーンな競走であった。アレジは切れ味鋭い走りで評価を高め、その後モナコGPでも2位を獲得する。

### 結末
セナはアレジとの差を8秒あまりに拡げ、1位でチェッカーフラッグを受け優勝。前年の日本GPの失格騒動やスーパーライセンス発給問題で、シーズン前に溜めこんだストレスを晴らす1勝となった。2位は大健闘のアレジ、3位には中盤のプロストやピケとのバトルを制したブーツェンが入った。
4位は前年型B189Bで走ったピケ。5位は予選10位からピケや中嶋とのバトルをかいくぐり、ブラバムのステファノ・モデナがこの年唯一のポイントを獲得した。ティレルに移籍初戦の中嶋は、予選11位から果敢ながら安定したドライビングで6位に入賞しティレルのダブル入賞に貢献した。
予選2位に入り、あわや優勝かと思われたマルティニは結局入賞圏まであと一歩の7位に終わった。8位にはラルースのエリック・ベルナール、9位にはウィリアムズのリカルド・パトレーゼ、10位にはこの年からアロウズに移籍したベテランのミケーレ・アルボレートが入った。この年よりラルースに移籍した鈴木亜久里は終盤7位まで浮上したが、残り20周でブレーキトラブルでリタイアした。出走26台中、完走は14台だった。

### 決勝結果
| 順位 | No | ドライバー                 | コンストラクター         | 周回 | タイム/リタイア | グリッド | ポイント |
| ---- | -- | -------------------------- | ------------------------ | ---- | --------------- | -------- | -------- |
| 1    | 27 | アイルトン・セナ           | マクラーレン・ホンダ     | 72   | 1:52'32.829     | 5        | 9        |
| 2    | 4  | ジャン・アレジ             | ティレル・フォード       | 72   | +8.685          | 4        | 6        |
| 3    | 5  | ティエリー・ブーツェン     | ウィリアムズ・ルノー     | 72   | +54.080         | 9        | 4        |
| 4    | 20 | ネルソン・ピケ             | ベネトン・フォード       | 72   | +1'08.358       | 6        | 3        |
| 5    | 8  | ステファノ・モデナ         | ブラバム・ジャッド       | 72   | +1'09.503       | 10       | 2        |
| 6    | 3  | 中嶋悟                     | ティレル・フォード       | 71   | +1 Lap          | 11       | 1        |
| 7    | 23 | ピエルルイジ・マルティニ   | ミナルディ・フォード     | 71   | +1 Lap          | 2        |          |
| 8    | 29 | エリック・ベルナール       | ローラ・ランボルギーニ   | 71   | +1 Lap          | 15       |          |
| 9    | 6  | リカルド・パトレーゼ       | ウィリアムズ・ルノー     | 71   | +1 Lap          | 12       |          |
| 10   | 9  | ミケーレ・アルボレート     | アロウズ・フォード       | 70   | +2 Laps         | 21       |          |
| 11   | 19 | アレッサンドロ・ナニーニ   | ベネトン・フォード       | 70   | +2 Laps         | 22       |          |
| 12   | 10 | ベルント・シュナイダー     | アロウズ・フォード       | 70   | +2 Laps         | 20       |          |
| 13   | 33 | ロベルト・モレノ           | ユーロブルン・ジャッド   | 67   | +5 Laps         | 16       |          |
| 14   | 15 | マウリシオ・グージェルミン | レイトンハウス・ジャッド | 66   | +6 Laps         | 25       |          |
| Ret  | 24 | パオロ・バリッラ           | ミナルディ・フォード     | 54   | 体調            | 14       |          |
| Ret  | 30 | 鈴木亜久里                 | ローラ・ランボルギーニ   | 53   | ブレーキ        | 18       |          |
| Ret  | 2  | ナイジェル・マンセル       | フェラーリ               | 49   | クラッチ        | 17       |          |
| Ret  | 28 | ゲルハルト・ベルガー       | マクラーレン・ホンダ     | 44   | クラッチ        | 1        |          |
| Ret  | 7  | グレガー・フォイテク       | ブラバム・ジャッド       | 39   | アクシデント    | 23       |          |
| Ret  | 14 | オリビエ・グルイヤール     | オゼッラ・フォード       | 39   | 接触            | 8        |          |
| Ret  | 22 | アンドレア・デ・チェザリス | ダラーラ・フォード       | 25   | エンジン        | 3        |          |
| Ret  | 1  | アラン・プロスト           | フェラーリ               | 21   | オイル漏れ      | 7        |          |
| Ret  | 16 | イヴァン・カペリ           | レイトンハウス・ジャッド | 20   | 電気系          | 26       |          |
| Ret  | 11 | デレック・ワーウィック     | ロータス・ランボルギーニ | 6    | ギアボックス    | 24       |          |
| Ret  | 25 | ニコラ・ラリーニ           | リジェ・フォード         | 4    | スロットル      | 13       |          |
| DNS  | 12 | マーティン・ドネリー       | ロータス・ランボルギーニ | 0    | ギアボックス    | 19       |          |
| 出典 |    |                            |                          |      |                 |          |          |

## レース後の選手権順位
| 順位 | ドライバー             | ポイント |
| ---- | ---------------------- | -------- |
| 1    | アイルトン・セナ       | 9        |
| 2    | ジャン・アレジ         | 6        |
| 3    | ティエリー・ブーツェン | 4        |
| 4    | ネルソン・ピケ         | 3        |
| 5    | ステファノ・モデナ     | 2        |
| 出典 |                        |          |

| 順位 | コンストラクター    | ポイント |
| ---- | ------------------- | -------- |
| 1    | マクラーレン-ホンダ | 9        |
| 2    | ティレル-フォード   | 7        |
| 3    | ウィリアムズ-ルノー | 4        |
| 4    | ベネトン-フォード   | 3        |
| 5    | ブラバム-ジャッド   | 2        |
| 出典 |                     |          |

- 注記：ランキング上位5位まで記載。